# 昭文君
昭文君（しょうぶんくん、生没年不詳）は、東周の君主。一説に周王として即位したと伝わり、姓は姫で諱は傑というため「君傑」とも伝わる。
『史記』や『戦国策』などの信頼できる史料に諱の記載がなく、後世の家譜による伝承にすぎないなど、諸説がある。
それによると、西周の桓公（貞定王の末子）の曾孫と伝わり、祖父は西周の威公で、父は東周の恵公と伝わる。東周の恵公はその兄の西周の恵公と争った。後に宗家の赧王の生前に東周公となった。
昭文君の存在は諸説があり、父とされる東周の恵公と同一人物とする説、天子として即位して恵王を称したとする説、東周の最後の君主文君であったとする説、兄とされる東周の武君と同一人物とする説、東周の靖公と同一人物とする説などがある。
赧王の死後も、昭文君の東周公位あるいは周王位は7年間存続した。周の王権の象徴である九鼎はかれの手中にあり、ある程度の君主権を確立していたとは推定される。ただし九鼎は赧王の死をもって秦に奪われたとする見解もある。
赧王の死後、昭文君は楚の力を借りて六国の諸侯を連合させ、秦を討伐しようとしたが失敗し、その統治する地域は秦に奪われた。昭文君は呂不韋により殺害されたとも、陽人聚に遷されて周宗室の祭祀を継承したとも伝えられている。